# Омар Бонго
Ел Хаџ Омар Бонго Ондимба (фр. El Hadj Omar Bongo Ondimba; Бонговил, 30. децембар 1935 — Барселона, 8. јун 2009) је био председник Габона од 1967. године, па до своје смрти 2009. године. Наследио га је син Али Бонго Ондимба.
Бонго се пробио до виших позиција у држави под паском првог габонског председника Леона Мбаа током 1960-их. Био је потпредседник од 1966, године, а након Мбаове смрти 1967. године, осигурао си је место новог председника. Био је на челу једнопартијског режима све до 1990. године, када је допустио увођење вишестраначја.
Останак на власти си је осигурао тако што се окружио припадницима опозиције који су признавали његов ауторитет. За председника је био биран на изборима 1993, 1998. и 2005. године.
Када је Фидел Кастро одступио с власти 2008. године, Бонго је био најдуговечнији владар који није монарх.